# International Federation of Liberal Youth
International Federation of Liberal Youth (IFLRY) er den internationale sammenslutning af liberale politiske ungdomsorganisationer. IFLRY's medlemsorganisationer er ofte, men ikke altid forbundet med politiske partier, der er medlemmer af Liberal International. 
IFLRY's historie går tilbage til World Federation of Liberal and Radical Youth (WFLRY), der blev grundlagt 26. august 1946 i Cambridge, Storbritannien. WFLRY var også en verdensomspændende organisation, men de fleste medlemmer var aktive i Europa. Dette førte i 1969 til dannelsen af European Federation of Liberal and Radical Youth (EFLRY). WFLRY blev nedlagt i 1978, og EFLRY tog navneforandring til IFLRY, International Federation of Liberal and Radical Youth. Det første møde i den nye forening fandt sted i Silkeborg. Navnet blev igen ændret i 2001, hvor 'Radical' røg ud, således at navnet i dag blot er IFLRY – International Federation of Liberal Youth.
Organisationen har hovedsæde i London.
Nuværende præsident for IFLRY er Thomas Leys (Belgien). Den øvrige ledelse består af generalsekretær Naomi Ichihara Røkkum (Norge), kasserer Joao Victor Guedes (Brasilien) og de fire vicepræsidenter Christian Peter Dragsdahl Schmidt-Sørensen (Danmark), Rabih Fakhreddine (Libanon), Stanislav Anastassov (Bulgarien) og Mateusz Trybowski (Canada).
En af de omkring 100 medlemsorganisationer er dansk: Radikal Ungdom. Venstres Ungdom og Liberal Alliances Ungdom har tidligere været medlem.